# امامزاده خندو
امامزاده خندو در شهرستان تاکستان، در جاده منتهی به روستای کهک و دیال آباد واقع شده است و این اثر در تاریخ ۲۵ اسفند ۱۳۷۹ با شمارهٔ ثبت ۳۳۱۳ به‌عنوان یکی از آثار ملی ایران به ثبت رسیده است.